# Parafia Matki Bożej Częstochowskiej w Jastrzębiu-Zdroju
Parafia pw. Matki Bożej Częstochowskiej w Jastrzębiu-Zdroju – rzymskokatolicka parafia w dekanacie jastrzębskim górnym¸ w archidiecezji katowickiej. 

## Historia
Została erygowana w 1998 roku jako parafia tymczasowa, a w 2005 roku jako parafia pełnoprawna. Kościół poświęcił abp Damian Zimoń 18 października 2005 roku.